# 在日コンゴ民主共和国人
在日コンゴ民主共和国人（ざいにちコンゴ民主共和国じん）は、日本に一定期間在住するコンゴ民主共和国国籍の人々である。

## 統計
日本の法務省の在留外国人統計によると、2023年12月末時点で在日コンゴ民主共和国人は605人である。
在留資格別（5位まで）
| 順位 | 在留資格 | 人数 |
| ---- | -------- | ---- |
| 1    | 永住者   | 137  |
| 2    | 特定活動 | 118  |
| 3    | 留学     | 96   |
| 4    | 家族滞在 | 73   |
| 5    | 定住者   | 69   |

都道府県別（5位まで）
| 順位 | 都道府県 | 人数 |
| ---- | -------- | ---- |
| 1    | 東京     | 146  |
| 2    | 埼玉     | 81   |
| 3    | 神奈川   | 69   |
| 4    | 千葉     | 62   |
| 5    | 長崎     | 35   |

## 著名人
- ムヤカバング・フランシス（バレーボール選手）